# Wegimpulsgeber
Wegimpulsgeber (WIG, auch für englisch wheel impulse generator) sind robuste Sensoren, die in der Eisenbahntechnik eingesetzt werden, um die Drehung der Achsen von Schienenfahrzeugen zu erfassen. Insbesondere Triebfahrzeuge haben in der Regel viele Untersysteme, die separate, von anderen Baugruppen galvanisch getrennte Geschwindigkeitssignale benötigen. Dazu gehören die Odometrie (Wegmessung), Gleit-, Schleuder- und Rollierschutz, Türensicherung und andere.
Es wird zwischen lagerlosen und eigengelagerten Gebern unterschieden.

## Funktionsweise
Die Aufnehmer arbeiten mit optischen Lichtschranken, magnetischen Hall- oder (früher) Wigand-Sensoren oder generatorisch als Tachogenerator oder Resolver. Eine Auswerteeinheit ermittelt aus dem Raddurchmesser, der Teilung der Kodierscheibe, und der gezählten Impulse bzw. der Impulsfrequenz die gefahrene Strecke bzw. die Geschwindigkeit. Mehrere Sensoren an einer Kodierscheibe – bei eigengelagerten Gebern ist das die Regel – versorgen unabhängige Systeme oder erlauben die Bestimmung der Drehrichtung. Dazu ist ein stabiler Phasenbezug nötig.

## Lagerlose Geber
Bei lagerlosen Gebern sitzt eine Kodierscheibe auf der Achse eines Radsatzes. Da diese sich auf schlechten Gleisen in ihrem Lager bewegt, muss der Abstand zwischen Kodierscheibe und meist magnetischem Aufnehmer entsprechend groß sein. Die Auflösung (Anzahl Impulse pro Umdrehung) ist dadurch auf kleine Wert begrenzt. Wo das akzeptabel ist, ist das eine robuste Lösung. Solche lagerlosen Geber finden sich an nahezu jedem Radsatz eines Schienenfahrzeugs. Sie werden hauptsächlich für den Gleitschutz verwendet.
Für die Traktionskontrolle elektrisch oder dieselelektrisch angetriebener Schienenfahrzeuge bestehen höhere Anforderungen an die Auflösung der Geber, um eine schnelle Schlupfregelung zu ermöglichen. Eine Lösung ist die Positionierung des Gebers an der Antriebswelle eines meist vorhandenen Getriebes. Im Falle eines Hohlwellen-Antriebs stört allerdings die Elastizität zwischen Getriebe und Radsatz. Eine direktere Erfassung des Schlupfes ist mit optischen Gebern möglich.

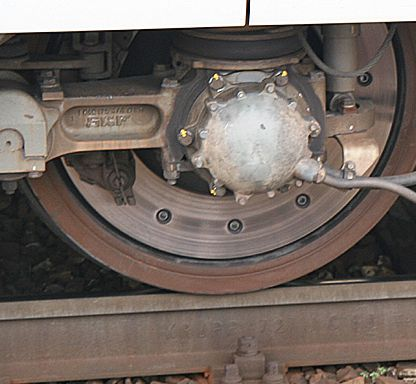
An der Achse eines ICE montierter Wegimpulsgeber

## Eigengelagerte Geber
Sensoren mit hoher Impulszahl (vorwiegend optische) haben eine eigene Achse. Kodierscheibe und Sensor können dadurch in einem stabilen, wasser- und staubdichten Gehäuse untergebracht werden, das auf dem Lagerdeckel des Radsatzes angeflanscht wird – zum Ausgleich von Lagerspiel mit einer Kupplung.

## Messfehler
Die Entfernungsmessung mit dem WIG kann durch Gleiten oder Schleudern der betreffenden Achse grob verfälscht werden. Das Auftreten solcher Schlupfereignisse kann aus dem dynamischen Verhalten erkannt, der Fehler durch Interpolation aber nur teilweise korrigiert werden. Deshalb werden beim Einsatz in sicherheitskritischen Systemen, wie LZB oder ETCS (als Teil der ETCS-Odometrie), zusätzlich Sensoren mit anderem Messprinzip eingesetzt, oft Doppler-Radarsensoren. Wegimpulsgeber für ETCS werden teils zusätzlich für Cold Movement Detection verwendet.
Auch durch den nicht genau bekannten Durchmesser der verschleißenden Räder entstehen Unsicherheiten, die mit der gefahrenen Strecke zunehmen. Ein regelmäßiger Abgleich der WIG-Information mit einer Referenz, z. B. Eurobalisen, ist deshalb erforderlich.
Üblich sind Überwachungsfunktionen, um Kabelbruch von Stillstand oder blockierter Bremse unterscheiden zu können.